# Волновой пакет

Волновой пакет, распространяющийся в среде без дисперсии.

Волновой пакет (цуг волн)— определённая совокупность волн, обладающих разными частотами, которые описывают обладающую волновыми свойствами формацию, в общем случае ограниченную во времени и пространстве. Так, в квантовой механике описание частицы в виде волновых пакетов способствовало принятию статистической интерпретации квадрата модуля волновой функции.
Произвольная отдельная волна {\displaystyle \psi (\mathbf {r} ,t)} как функция радиус-вектора {\displaystyle \mathbf {r} } и времени {\displaystyle t} описывается выражением
{\displaystyle {{\psi }({\mathbf {r} },t)}={A}~{\exp {(-i({\omega }t-{\mathbf {k} }{\mathbf {r} }))}}={A}~{\exp {\frac {-i(Et-{\mathbf {p} }{\mathbf {r} })}{\hbar }}}}
где {\displaystyle i} — мнимая единица, {\displaystyle E} — энергия, переносимая волной, {\displaystyle \hbar } — приведённая постоянная Планка, {\displaystyle p} — импульс, переносимый волной, {\displaystyle \omega } — её циклическая частота (обычная частота, умноженная на {\displaystyle 2\pi }), {\displaystyle k} — волновое число (определяемое как {\displaystyle k={\frac {2{\pi }}{\lambda }}={\frac {p}{\hbar }}}).
Для волнового описания отдельной частицы, обладающей массой покоя, необходимо просуммировать некоторое количество волн, обладающих близкими частотами,— и в таком случае волновая функция {\displaystyle \psi (r,t)} будет заметно отлична от нуля лишь в некоторой, сравнительно небольшой области пространства. Получится волновой пакет.
Образуем волновой пакет из суперпозиции (набора) плоских волн, для которых волновое число {\displaystyle k} изменяется от {\displaystyle k_{0}-{\frac {\Delta k}{2}}} до {\displaystyle k_{0}+{\frac {\Delta k}{2}}} (для простоты предположим, что на имеющем основное значение интервале амплитуды остаются постоянными и равными {\displaystyle {\frac {A}{\Delta k}}}):
{\displaystyle \psi (r,t)={\frac {A}{\Delta k}}\int \limits _{k_{0}-{\frac {\Delta k}{2}}}^{k_{0}+{\frac {\Delta k}{2}}}\exp {\big (}-i(\omega t-kr){\big )}\,dk=\sum J_{n}\psi _{n}}
где теперь {\displaystyle \psi (r,t)} обозначает результирующую волновую функцию, а величины {\displaystyle J_{n}} обозначают вклады волн {\displaystyle \psi _{n}}, из которых образован пакет, в результирующую волну, причем {\displaystyle \sum J_{n}^{2}=1}.

## Групповая скорость
Групповая скорость — это кинематическая характеристика диспергирующей волновой среды, обычно интерпретируемая как скорость перемещения максимума амплитудной огибающей узкого квазимонохроматического волнового пакета.
Разложим частоту {\displaystyle \omega } в ряд Тейлора как функцию от {\displaystyle k}:
{\displaystyle \omega (k)=\omega _{0}+(k-k_{0})\omega _{0}'+{\frac {(k-k_{0})^{2}}{2}}\omega _{0}''+\dots }
После этого, ограничившись лишь членами первого порядка малости относительно {\displaystyle \Delta k=k-k_{0}}, найдём:
{\displaystyle \omega (k)=\omega _{0}+(k-k_{0})\omega _{0}'+\dots =\omega _{0}+\omega _{1}+\dots }
Опять-таки учитывая лишь члены первого порядка малости, после интегрирования по {\displaystyle dk}, получим:
{\displaystyle \psi (r,t)=B\exp {\big (}-i(\omega _{0}t-k_{0}r){\big )}},
и результирующая амплитуда волнового пакета {\displaystyle B} будет равна
{\displaystyle B=A{\frac {\sin \xi }{\xi }}\,\qquad \xi ={\frac {\Delta k}{2}}\ (r-\omega _{0}'t)}
Отсюда следует, что амплитуда {\displaystyle B} не остается постоянной ни в пространстве, ни во времени. Также видно, что пространственное распределение волнового пакета подчиняется аналогичному закону {\displaystyle a{\frac {\sin(bx)}{cx}}}, где {\displaystyle a}, {\displaystyle b}, {\displaystyle c} — некоторые величины, в общем случае переменные и зависящие от расстояния {\displaystyle x} до точки главного максимума и от времени.
Чтобы определить групповую скорость {\displaystyle u} движения волнового пакета в целом необходимо положить
{\displaystyle \xi ={\rm {const}}}, и тогда
{\displaystyle u={\frac {dr}{dt}}=\omega _{0}'}
Теперь рассмотрим пространственное распределение волнового пакета. Положим {\displaystyle t=0}. Тогда {\displaystyle \xi =r{\frac {\Delta k}{2}}}. Квадрат амплитуды волнового пакета {\displaystyle B^{2}=A^{2}{\frac {\sin ^{2}\xi }{\xi ^{2}}}} достигает главного максимума в точке с {\displaystyle \xi =0}. Остальные максимумы будут соответственно уменьшаться: {\displaystyle B^{2}(\pm {\frac {3\pi }{2}})={\frac {4A^{2}}{9\pi ^{2}}}}, {\displaystyle B^{2}(\pm {\frac {5\pi }{2}})={\frac {4A^{2}}{25\pi ^{2}}}}, {\displaystyle \ldots }, причём в точках {\displaystyle \pm \pi ,\pm 2\pi ,\dots } квадрат амплитуды обращается в нуль.
Благодаря этому мы можем считать, что область локализации основной части волнового пакета {\displaystyle \Delta r} находится в окрестности главного максимума. Наиболее рационально «постановить», что эта область соответствует половине расстояния {\displaystyle \xi } между первыми нулями функции {\displaystyle B=A{\frac {\sin \xi }{\xi }}} ({\displaystyle \xi _{0}=\pm \pi }). Тогда окажется, что {\displaystyle \Delta \xi ={\frac {\Delta k\Delta r}{2}}=\pi }. Следовательно,
{\displaystyle \Delta k\Delta r=2\pi .}
Однако, если говорить математически строго, волновая функция отлична от нуля и за пределами пакета, так что правильнее было бы записать
{\displaystyle \Delta k\Delta r\geqslant 2\pi }
Так как {\displaystyle k=2{\pi }/{\lambda }} ({\displaystyle {\lambda }} — длина волны), а {\displaystyle {\lambda }=h/p} ({\displaystyle h} — постоянная Планка (не приведенная!)), можно переписать это неравенство ещё как
{\displaystyle {\Delta }p{\Delta }r{\geq }h}
Оно представляет собой соотношение неопределённостей Гейзенберга, один из самых фундаментальных принципов квантовой механики. Это соотношение справедливо для всех без исключения волновых процессов независимо от их природы. Так, в радиотехнике и оптике присутствует несовместимость острой локализации соответствующих волновых процессов во времени и пространстве с узким спектром частот. Например, селективный радиоприёмник ({\displaystyle {\Delta }{\omega }~{\rightarrow }~0}) не в состоянии улавливать сигналы, короткие по времени и т. п.

## Расплывание волнового пакета
Наконец, рассмотрим отброшенные в вышеприведенных формулах члены разложения {\displaystyle {\omega }} в ряд Тейлора. Очевидно, что такое приближение не всегда физически оправдано. В условиях отсутствия дисперсии ({\displaystyle {\omega _{2}}=0}), когда все монохроматические волны, образующие волновой пакет, распространяются с одинаковой фазовой скоростью, начальная форма волнового пакета с течением времени не меняется, а максимум его амплитуды перемещается с начальной скоростью, равной фазовой. Однако же если дисперсия отлична от нуля ({\displaystyle {\omega _{2}}~{\not =}~0}), то есть если фазовые скорости отдельных волн-составляющих будут различны, начальная форма пакета будет меняться с течением времени, то есть он будет расплываться.
Оценим время расплывания волнового пакета. Для этого нужно учесть при рассмотрении интеграла {\displaystyle {\frac {A}{{\Delta }k}}\int \limits _{k_{0}-{\frac {{\Delta }k}{2}}}^{k_{0}+{\frac {{\Delta }k}{2}}}{\mathsf {exp}}(-i({\omega }t-kr))\,{\mathsf {d}}k} квадратичный член ряда Тейлора {\displaystyle {\omega _{2}}(k)={\omega _{0}''}{\frac {(k-k_{0})^{2}}{2}}}, в первом приближении отбрасываемый. Его учёт приводит к дополнительной фазе
{\displaystyle {\Delta }{\xi }~{\sim }~{\frac {({\Delta }k)^{2}}{2}}{\frac {{{\partial }^{2}}{\omega }}{{\partial }{k}^{2}}}t},
которая оказывается существенной, если достигает порядка {\displaystyle {\pi }}. Отсюда для времени {\displaystyle {\Delta }t} расплывания волнового пакета получаем выражение
{\displaystyle {\Delta }t~{\cong }~{\frac {2{\pi }}{{\frac {{{\partial }^{2}}{\omega }}{{\partial }{k}^{2}}}({\Delta }k)^{2}}}}.
Теперь применим полученные выводы к дебройлевским волнам. Прежде всего обратим внимание на то, что амплитуда пакета заметно отлична от нуля лишь в небольшой области пространства, которую можно связать с местоположением частицы. Далее, в частном случае дебройлевских волн ({\displaystyle E={\hbar }{\omega },~~p={\hbar }k}) групповая скорость перемещения частицы как целого
{\displaystyle {\bar {u}}={\frac {{\partial }{\omega }}{{\partial }k}}={\frac {{\partial }E}{{\partial }p}}={\frac {{c^{2}}p}{E}}=v}
точно равна скорости {\displaystyle v} самой частицы. Благодаря этому возможно сопоставить движение главных максимумов волновых пакетов движению отдельных частиц. Поэтому положение частицы в пространстве можно характеризовать квадратом амплитуды волны {\displaystyle {B^{2}}={{\psi }^{*}}(r,t){\psi }(r,t)}, являющимся одновременно квадратом модуля волновой функции.
Теперь выясним: можно ли связать «пси»-волны со структурой самой частицы, или же они описывают лишь её движение? Точка зрения, утверждающая, что можно, была предложена Эрвином Шрёдингером вскоре после открытия им фундаментального уравнения квантовой механики, который предположил, что частица должна представлять собой сгусток волн, размазанный в пространстве, причём плотность его в данной точке равна {\displaystyle {{\psi }^{*}}(r,t){\psi }(r,t)}. Однако такая интерпретация оказалась несостоятельной: как было показано выше, фазовые скорости волн, образующих волновой пакет, различны, и с течением времени он начинает расплываться.
Найдем время расплывания волнового пакета из дебройлевских волн. В таком случае квадратичный член из вышеприведённого ряда Тейлора, определяющий дисперсию, будет равен
{\displaystyle {\frac {{{\partial }^{2}}{\omega }}{{{\partial }k}^{2}}}={\hbar }{\frac {{{\partial }^{2}}{E}}{{{\partial }p}^{2}}}}
Ограничимся для простоты нерелятивистским приближением ({\displaystyle p~{\ll }~{m_{0}}c~,}{\displaystyle {m_{0}}} — масса покоя частицы). Тогда:
{\displaystyle {\frac {{\partial }E}{{\partial }p}}={\frac {p}{m_{0}}},~~~~~~{\frac {{{\partial }^{2}}{E}}{{{\partial }p}^{2}}}={\frac {1}{m_{0}}}}
Для оценки времени расплывания волнового пакета получаем (согласно соотношению неопределённостей и аналогичной вышеприведённой формуле):
{\displaystyle {\Delta }t~{\approx }~{\frac {h}{{\frac {{{\partial }^{2}}{E}}{{\partial }{p}^{2}}}({\Delta }p)^{2}}}~{\approx }~{\frac {{m_{0}}({\Delta }r)^{2}}{h}}}
В случае макроскопической частицы, имеющей массу, например, 1 грамм и размер {\displaystyle {{\Delta }r}=0,1} см, время расплывания окажется {\displaystyle {{\Delta }t}={10^{25}}} сек, то есть такой волновой пакет фактически не будет расплываться. В случае же микрочастицы вроде электрона, чья масса порядка {\displaystyle {10^{-27}}} грамм, {\displaystyle {{\Delta }r}~{\sim }~{10^{-13}}} см, волновой пакет расплывется почти мгновенно: {\displaystyle {{\Delta }t}~{\sim }~{10^{-26}}} сек. Из-за того, что волновой пакет микрочастицы в общем случае расплывается весьма быстро, для их (частиц) успешного описания следует составлять волновой пакет из волн, разброс значений волновых чисел которых невелик, то есть {\displaystyle {{\Delta }k}~{\ll }~{k_{0}}}.
Таким образом, если точка зрения, которой придерживался в этом отношении Шрёдингер, была бы верна, электрон не мог бы представлять собой устойчивое образование. Кроме того, невозможно было бы объяснить явление дифракции, заменив пучок электронов множеством волновых пакетов.
В настоящее время принята другая, «статистическая», интерпретация {\displaystyle {\psi }}-волны, предложенная Максом Борном. Согласно этой интерпретации, величина {\displaystyle {{{\mid }{\psi }{\mid }}^{2}}={{\psi }^{*}}{\psi }} имеет смысл вероятности (либо плотности вероятности) нахождения частицы в данной точке пространства либо бесконечно малом (в общем случае — просто очень малом) элементе объёма.
Статистическая интерпретация, предложенная Борном, не связывает волновую функцию со структурой частицы. В частности, ничто не «мешает» электрону оставаться вообще точечным. При изменении волновой функции изменяется лишь вероятность обнаружения частицы в какой-то точке пространства. В свете этого представления расплывание волнового пакета противоречит устойчивости частицы. В предельном случае монохроматической волны частица равновероятно может быть обнаружена в любой точке пространства.